# White Hart Lane
White Hart Lane (anglais : « chemin du cerf blanc ») était un stade de football situé dans la banlieue nord de Londres. C'était l'enceinte du club de Tottenham Hotspur Football Club entre 1899 et 2017.
Stade mythique du club londonien pendant 118 ans, il est fermé à l'issue de la saison 2016-2017 puis démoli. En 2019, le Tottenham Hotspur Stadium qui contient 62 062 places ouvre ses portes sur le site de White Hart Lane.

## Histoire

### Création de White Hart Lane (1882-1899)
Après la création du club de Tottenham Hotspur en 1882, le club a joué ses matchs sur un terrain public à l'extrémité Park Lane des marais de Tottenham. Comme c'était un terrain public et qu'il n'appartenait pas au club, Tottenham ne recevait pas les fonds dus à la présence des spectateurs lors des rencontres, alors que le club commençait à devenir populaire et attirait plusieurs milliers de spectateurs. En 1888, les Spurs ont loué un terrain au Northumberland Park pour un coût de 17 £ par an. Une tribune pouvant contenir plus d'une centaine de spectateurs a d'ailleurs été construite pour la saison 1894-1895. Cependant pendant un match contre Woolwich Arsenal (futur Arsenal FC) en 1898 ayant rassemblé une affluence record de 15 000 personnes, le ravitaillement s'effondra après que des supporters sont montés sur son toit. Tottenham a donc changé une nouvelle fois de terrain, en louant un non loin de l'ancien derrière le pub de White Hart, à l'est de Tottenham High Road.
Le terrain fut inauguré le 4 septembre 1899 contre Notts County, match remporté sur le score de 4-1 par Tottenham. Le terrain, appelé le terrain de Hotspur ou des Spurs par le club, est finalement populairement appelé White Hart Lane, faisant soit référence à la voie menant à l'entrée du stade par le pub White Hart, plus tard renommée Bill Nicholson Way, soit à la rue du côté ouest de la High Road.

### Modernisation au début du siècle (1899-1958)
White Hart Lane a subi des rénovations au début du XXe siècle, contenant notamment une tribune de 6 000 places, ce qui était à l'époque la plus grande tribune du football britannique. Le stade rénové a été utilisé pour la première fois le 11 septembre 1909 à l'occasion du premier match des Spurs en Première division face à Manchester United (2-2). La même année, une statue représentant un coq, emblème de Tottenham Hotspur est placé au sommet de la tribune ouest. Il sera retiré en 1957 pour une modernisation de l'éclairage de l'enceinte puis est replacé en 1958.
Le record d'affluence est de 75 038 spectateurs le 5 mars 1938 pour un match de FA Challenge Cup où Tottenham était opposé à Sunderland. White Hart Lane était le stade avec la meilleure affluence du championnat anglais en 1951, 1952, 1960 et en 1961, obtenant sa meilleure moyenne cette même année avec plus de 53 000 spectateurs, qui était également la saison du doublé national des Spurs.
La victoire de Tottenham en FA Cup en 1921 a permis d'obtenir des revenus qui ont conduit à la construction d'une tribune à deux niveaux couverte à l’extrémité de Paxton Road, la tribune nord de White Hart Lane. En 1923, une tribune similaire a été ajoutée à l'extrémité de Park Lane, la tribune sud du stade. Le terrain fut équipé d'un système d'éclairage pour les matchs en nocturne en septembre 1953.
White Hart Lane a accueilli en 1935 un match entre l'équipe d'Angleterre et l'Allemagne nazie que les Three Lions ont remporté sur le score de 3-0 et a aussi accueilli des rencontres de football pendant les Jeux olympiques de Londres en 1948. Ironie du sort, Tottenham a dû partager son terrain avec son rival de toujours Arsenal lorsque son stade de Highbury a été réquisitionné par le gouvernement britannique comme centre de précaution contre les raids aériens pendant la Seconde guerre mondiale.

### Multiples rénovations (1980-1998)

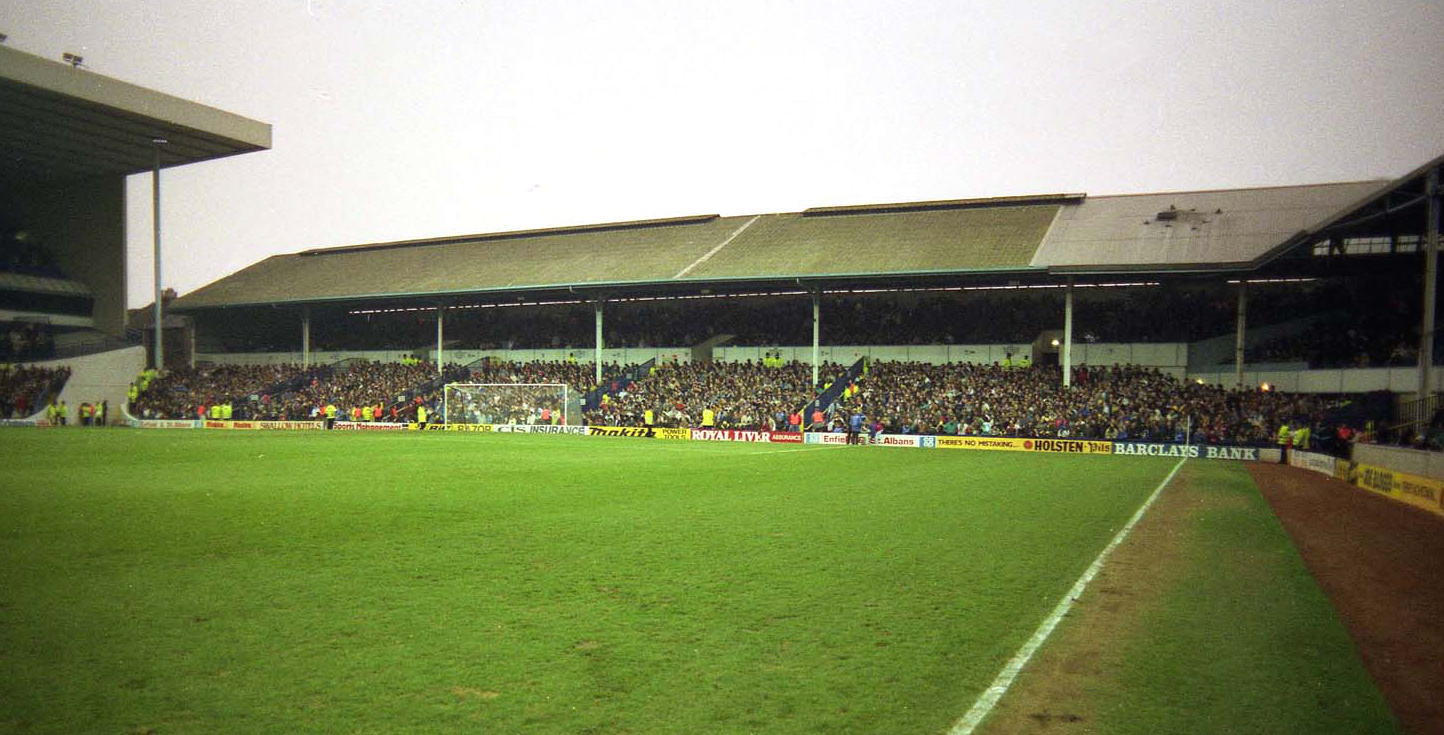
White Hart Lane en 1991.

En 1980, dans le but d'améliorer les installations et de moderniser ce qui était alors considéré comme un stade dépassé, une nouvelle phase de réaménagement a commencé qui a transformé le terrain. Le nouveau président de Tottenham Hotspur, Arthur Richardson, a donné son feu vert au projet face au scepticisme de l'ancien président Sidney Wale. L'ancienne tribune ouest a été démolie en novembre 1980 pour être remplacée par une nouvelle tribune conçue par Ernest Atherden qui comptait 6 500 sièges et comprenait 72 boîtes de direction. Le nouveau West Stand s'est ouvert 15 mois plus tard le 6 février 1982 pour un match contre Wolverhampton Wanderers, remporté par les Spurs sur le large score de 6-1, avec un triplé de Ricardo Villa. En 1988, le club a décidé d'effectuer une rénovation de la Worcester Avenue, la tribune est de White Hart Lane, et ce malgré le mécontentement des fans du club. Les travaux ont contraint Tottenham à fermer cette tribune pour la saison 1988-1989. Les travaux ont continué lors de l'été et ont donné lieu à une inauguration le 18 octobre 1989 lors du North London Derby contre Arsenal (victoire 2-1). Toutes les clôtures du stade avaient été retirées le 18 avril 1989 en raison de la catastrophe de Hillsborough survenue quelques jours plus tôt, lors de laquelle 96 supporters de Liverpool avaient été écrasés à mort contre des clôtures à l'occasion d'un match de FA Cup contre Nottingham Forest.
Pour éviter d'autres mouvements de foules, des zones pour personnes debout ont été peu à peu supprimées, réduisant encore la capacité du terrain. Les places debout ont été remplacées par des sièges. La tribune sud a été démolie en 1994 puis réaménagée en mars 1995. Au-dessus de chaque cage de but du terrain, un écran géant a été installé, diffusant les rencontres à l'extérieur mais également les ralentis des matchs à domicile. En 1998, la capacité du stade était de 36 240 places, capacité qui restera la même jusqu'en 2017.

### White Hart Lane auXXIesiècle(1998-2017)
Au début des années 2000, le stade de Tottenham Hotspur était beaucoup plus petit que ceux des autres membres du Big Six anglais, Manchester United prévoyant d'agrandir Old Trafford pour une capacité de 79 000 places, tandis que le rival des Spurs, Arsenal, prévoyait un déménagement dans un stade plus grand, avec une capacité de 60 000 places. Le stade devenant trop petit pour Tottenham, le club a lui même émis l'hypothèse de déménager dans une enceinte plus grande. Cependant, la possibilité d'un déménagement au stade de Wembley, le stade de l'équipe d'Angleterre, a été exclu. En 2011, Tottenham a postulé pour prendre possession du Stade olympique de Londres, enceinte construite pour les Jeux olympiques de Londres de 2012. Cependant, le stade est attribué à un autre club londonien, West Ham United. Finalement, le club londonien décide de se concentrer sur un réaménagement complet de White Hart Lane, dans le cadre du Northumberland Development Project.
À l'été 2011, c'est dans le quartier de Tottenham, à proximité de White Hart Lane que débutèrent les émeutes de Londres. Le 17 mars 2012, lors du sixième tour de la FA Cup 2011-2012, le milieu de terrain de Bolton Wanderers Fabrice Muamba est victime d'un grave malaise cardiaque sur le terrain à la quarante-et-unième minute de jeu, nécessitant l'arrêt du match. Le public de Tottenham scande le nom de "Fabrice Muamba". Après une longue convalescence, il revient le 8 novembre 2012 sur la pelouse lors de l'avant-match de Tottenham-Maribor (phase de poules de la Ligue Europa) et reçoit une ovation de la part du public.
En février 2016, un projet de construction d'un nouveau stade est annoncé par le club. Ce nouveau stade sera construit à la place de White Hart Lane, ce qui conduira à une destruction progressive de l'ancienne enceinte, au profit de la nouvelle (situation comparable à ce qui s'est produit pour San Mamés à Bilbao ou Auguste-Delaune à Reims). C'est ainsi que lors des deux saisons 2016-2017 et 2017-2018, Tottenham doit évoluer temporairement à Wembley. La situation se poursuit également au début de la saison 2018-2019 à cause de retards de construction. Tottenham joue tout de même les matchs de coupe et de championnat à White Hart Lane lors de la saison 2016-2017, n'utilisant Wembley que pour les matchs de Ligue des champions et de Ligue Europa. Le 14 mai 2017, Tottenham Hotspur joue son dernier match à White Hart Lane face à Manchester United. Les Spurs l'emportent sur le score de 2-1 grâce à des buts de Victor Wanyama et de Harry Kane. À la suite de la rencontre, une cérémonie d'adieu se tient en présence d'anciens joueurs du club.

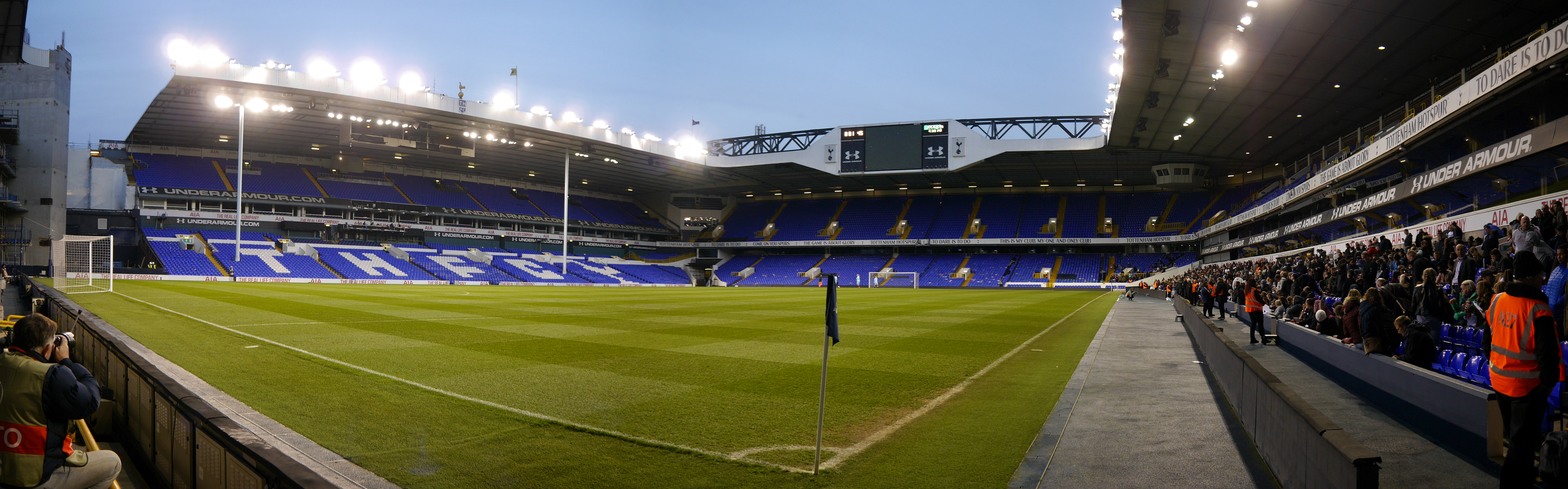
Image panoramique du terrain de White Hart Lane en 2017.

White Hart Lane est détruit lors de l'été 2017 et le nouveau stade, le Tottenham Hotspur Stadium, ouvre ses portes le 3 avril 2019 à l'occasion d'un match de Premier League contre Crystal Palace (victoire 2-0).

## Galerie d'images

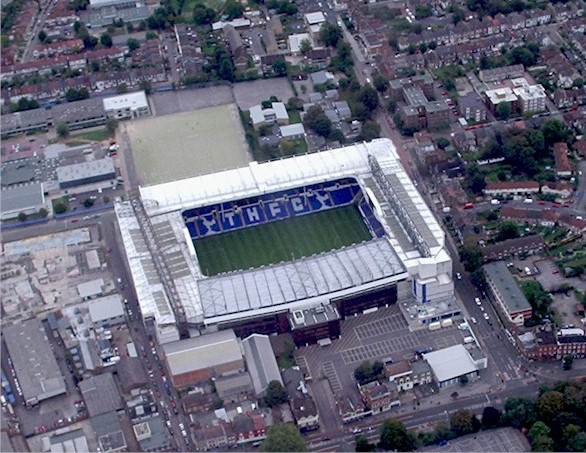
Vue aérienne du stade
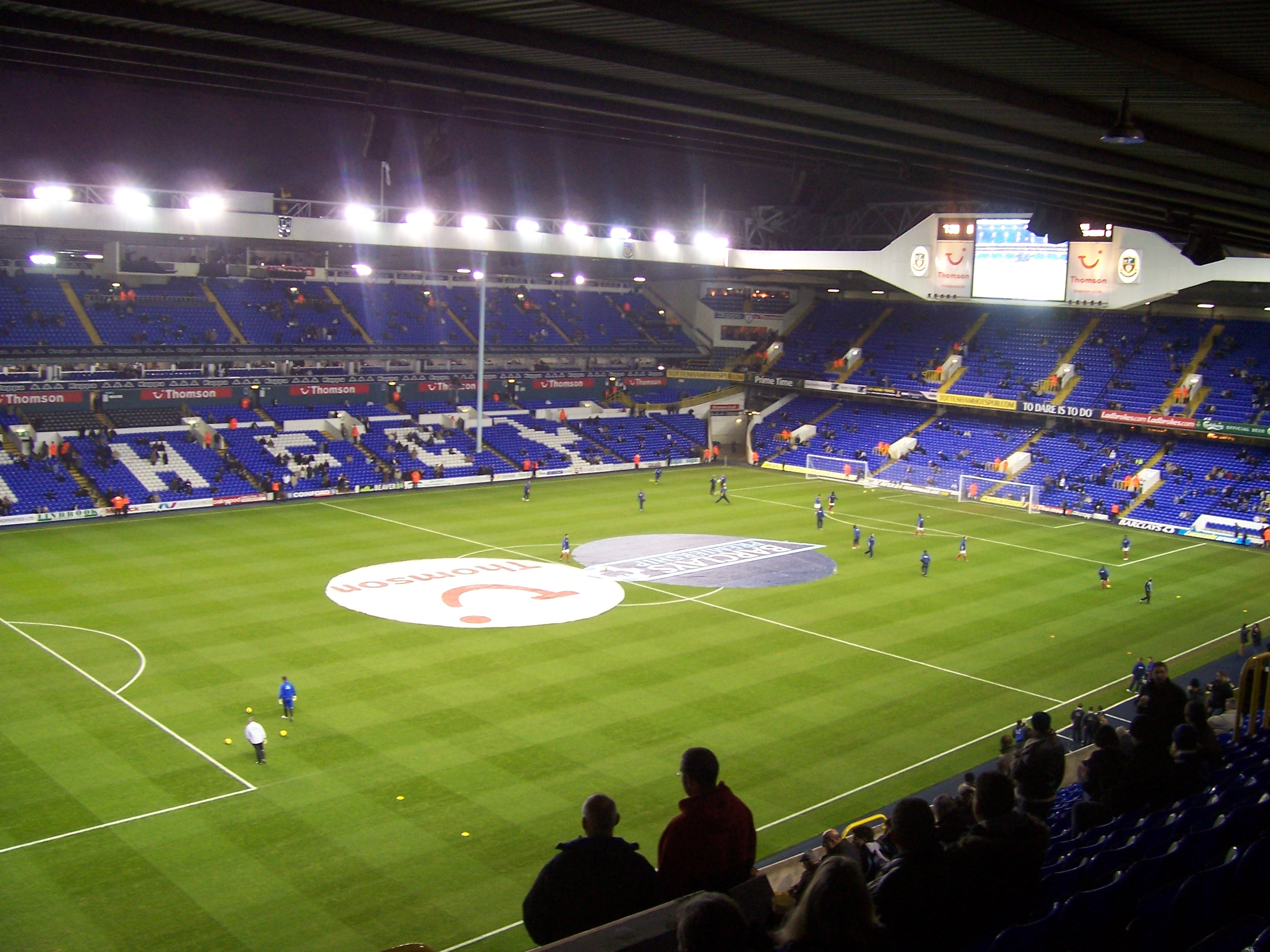
L'intérieur du stade
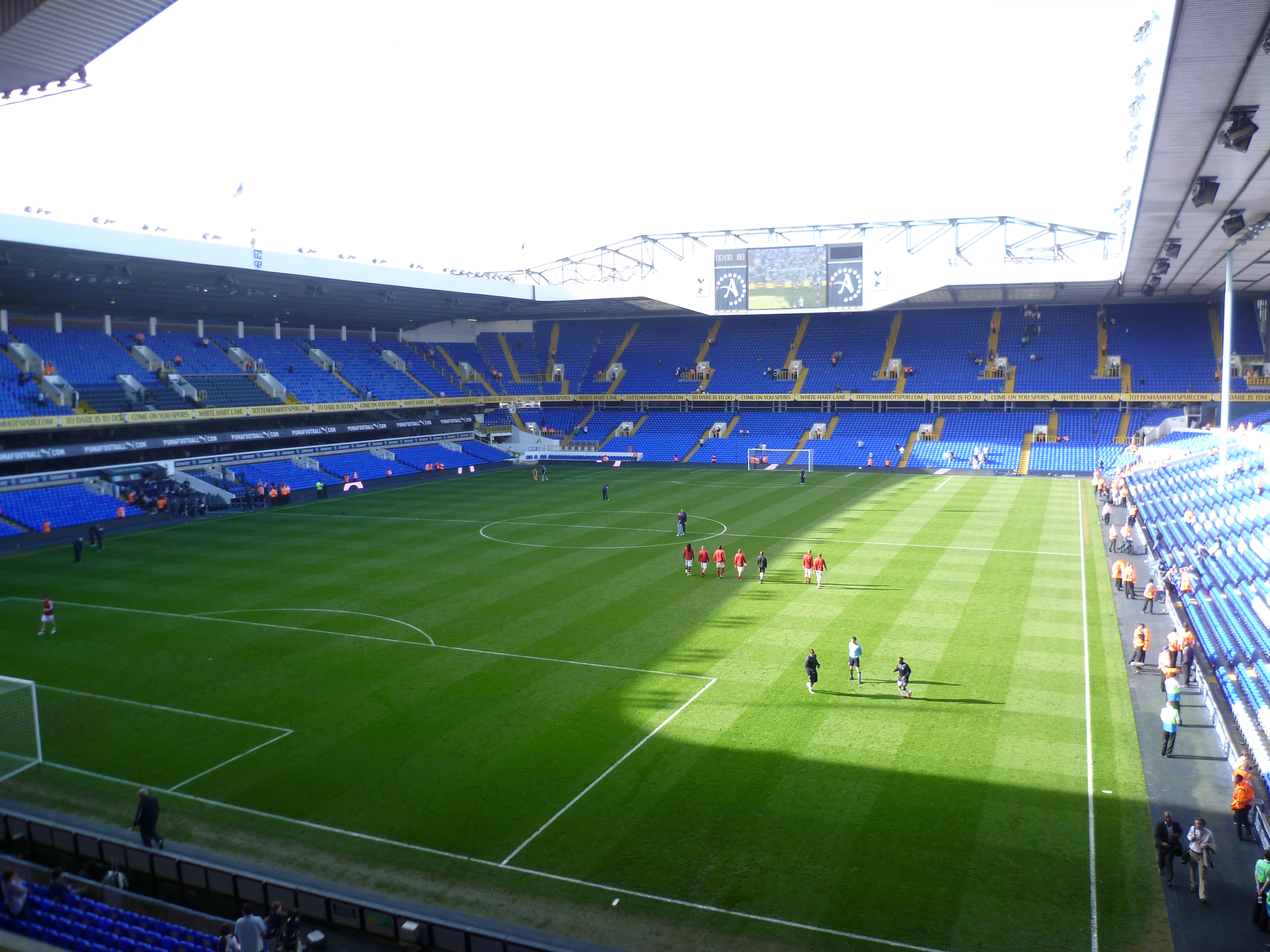
Vue d'ensemble sur le terrain du stade.
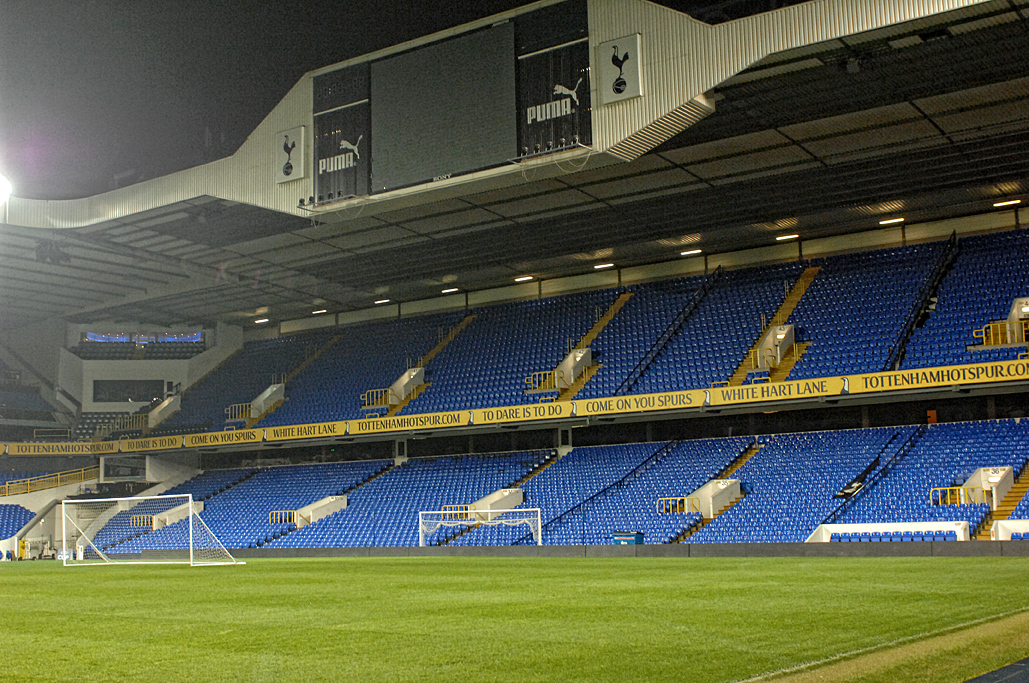
Les tribunes du stade
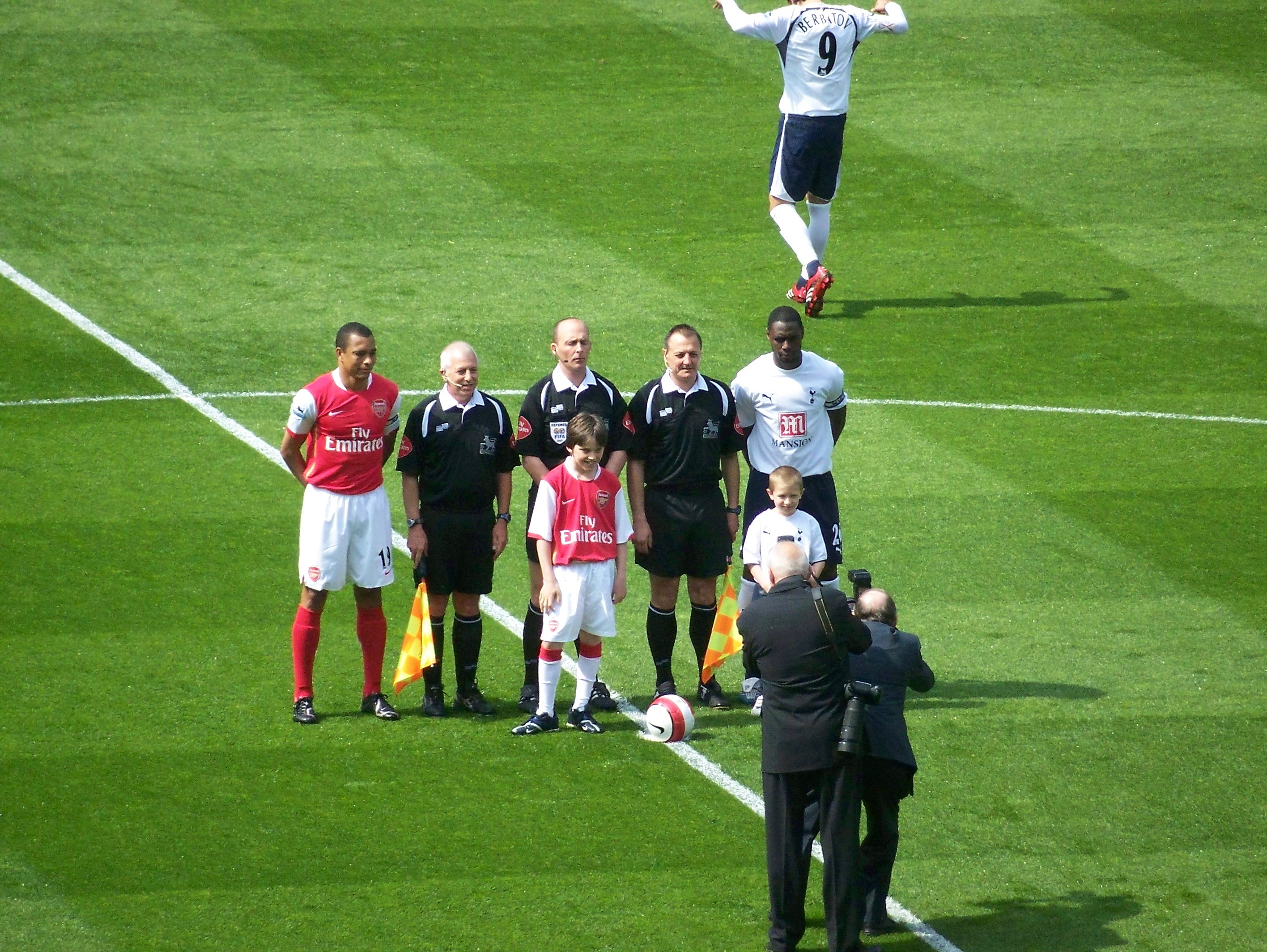
Les Spurs face à Arsenal en 2007
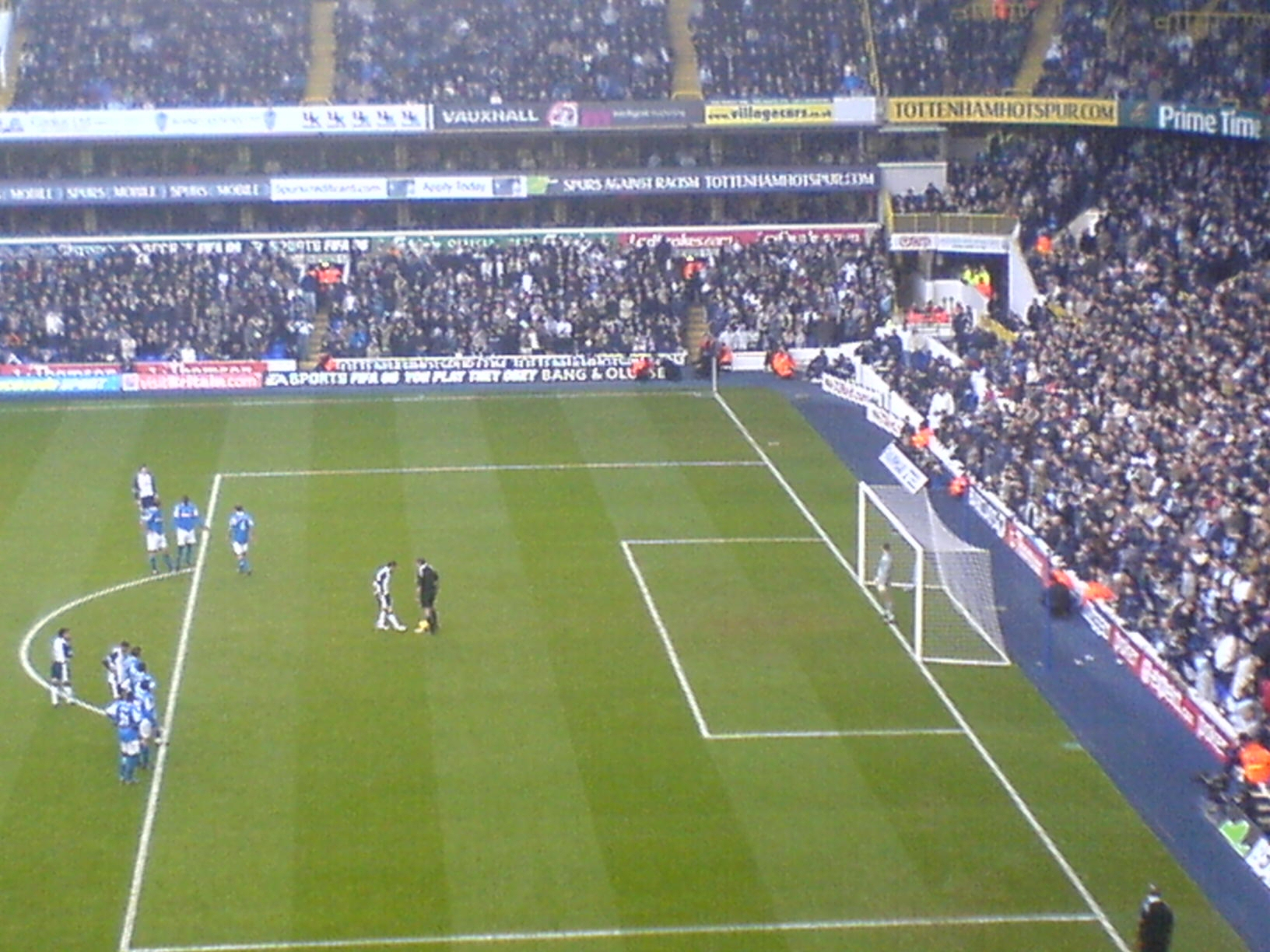
Penalty transformé par Robbie Keane à White Hart Lane
- North London Derby d'avril 2010

## Records

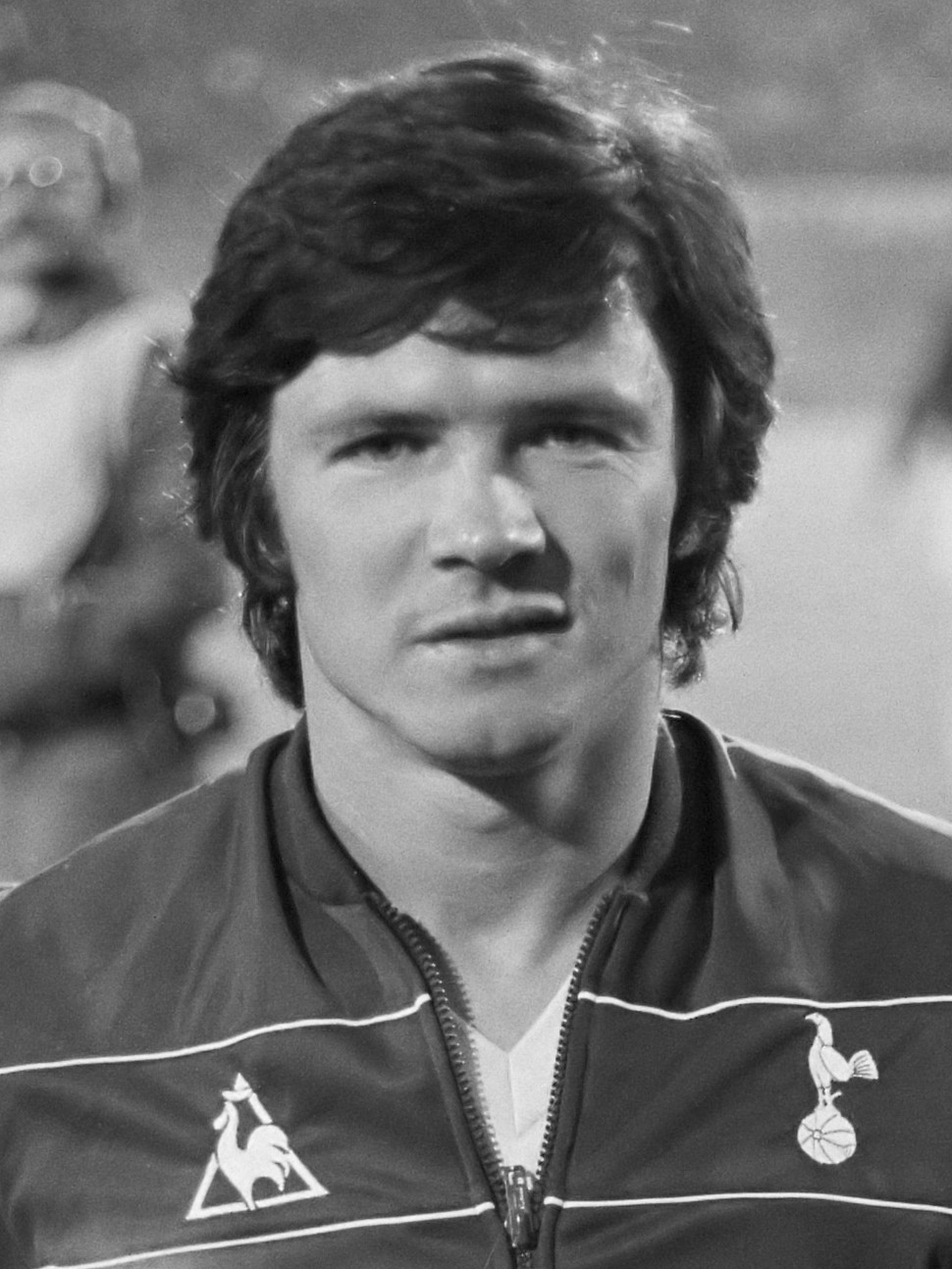
Steve Perryman, ici en 1981, joueur le plus capé de l'histoire de White Hart Lane avec 436 matchs.

La plus large victoire de Tottenham Hotspur à White Hart Lane survient en février 1960 face à Crewe en FA Cup sur un score de 13-2. La plus large victoire du club en championnat a lieu le 22 octobre 1977 contre Bristol Rovers sur le score de 9-0. Comme autre victoire notable, Tottenham bat Wigan Athletic le 22 novembre 2009 sur le score de 9-1. Les défaites les plus lourdes du club au stade sont des défaites 0-6 contre Sunderland le 19 décembre 1914 et contre Arsenal le 6 mars 1935.
Le joueur avec le plus de matches à White Hart Lane est Steve Perryman qui a disputé 436 matchs, tandis que Jimmy Greaves a marqué le plus de buts, avec 176 buts à The Lane. La fréquentation la plus élevée enregistrée à The Lane était de 75 038 pour le match de FA Cup contre Sunderland, le 5 mars 1938.

## Capacités des tribunes
La capacité des tribunes avant la démolition d'une partie de White Hart Lane, à l'été 2016, était la suivante :
| Supporter                        | Capacité |
| -------------------------------- | -------- |
| Tribune Nord - (Paxton Road)     | 10 086   |
| Tribune sud - (Park Lane)        | 8 633    |
| Tribune Est - (Avenue Worcester) | 10 691   |
| Tribune ouest - (High Road)      | 6 890    |
| Capacité totale                  | 36 300   |